# Momčilo Vukotić
Momčilo Vukotić (in serbo Moмчилo Bукoтић?; Belgrado, 2 giugno 1950 – Belgrado, 3 dicembre 2021) è stato un allenatore di calcio e calciatore jugoslavo e dal 2003 serbo, di origini montenegrine.

## Carriera

### Giocatore
Con 395 presenze e 112 reti è uno dei giocatori più conosciuti del Partizan, con cui vinse il campionato nel 1976 e nel 1978 e la Coppa Mitropa nel 1977 - 1978.
Partecipò con la sua Nazionale al campionato europeo del 1976, ospitato dal suo paese, dove la Jugoslavia si piazzò quarta.
Nel 1978 fu ceduto al Bordeaux, per tornare l'anno dopo al Partizan dove terminò la carriera e in cui vinse anche il campionato 1982-1983. Ha vinto anche la Coppa Mitropa 1977-1978.

### Allenatore
Diventato allenatore nel 1988, con la squadra cipriota dell'Ethnikos Achnas arrivò quarto nel campionato nazionale, miglior piazzamento sino allora.
Fu in seguito assistente allenatore della Jugoslavia, ma non riuscì a portare la Nazionale alla Coppa del mondo del 2002, essendosi piazzata terza a un punto dalla seconda, la Slovenia. Diventò quindi commissario tecnico della Nazionale di Cipro sino al gennaio 2006, che portò alla vittoria contro la Georgia per 3-1 e a un pareggio contro la Slovenia per 2-2 e valorizzò alcuni giovani talenti locali, tra cui Georgios Nikolaou e Chrysafis Chrysafi.
Successivamente passò al Farul Costanza con cui raggiunse le semifinali della Coppa di Romania e disputò il terzo turno della Coppa Intertoto UEFA perdendo contro l'Auxerre, dopo aver perso in trasferta per 4-1 e aver vinto in casa per 1-0. Dall'ottobre 2006 al gennaio 2007 è stato allenatore del PAOK.

## Palmarès

### Giocatore

#### Club

##### Competizioni nazionali
- Campionato jugoslavo: 3

Partizan: 1975-1976, 1977-1978, 1982-1983

##### Competizioni internazionali
- Coppa Mitropa: 1

Partizan: 1977-1978

### Individuale
- Capocannoniere della Coppa Mitropa: 1

1977-1978 (3 gol)

### Allenatore
- Coppa di Jugoslavia: 1

Partizan: 1988-1989
- Campionato cipriota: 1

Apollon Limassol: 1993-1994